# Plan neutru

O bară uniform încărcată, care se încovoaie sub sarcină. Planul neutru este indicat de linia punctată.

Planul neutru trece prin punctul unde tensiunea este nulă (v. partea din dreapta imaginii)

În rezistența materialelor planul neutru este o anumită suprafață (aproape un plan) dintr-o bară supusă încovoierii. Când este încărcată cu o sarcină laterală, bara se încovoaie, pe suprafața concavă a barei apar tensiuni de compresiune, iar pe suprafața convexă tensiuni de întindere. Între aceste suprafețe există în bară o suprafață unde materialul barei nu este sub tensiune, nici de compresiune, nici de întindere, suprafață numită convențional „plan neutru”. Deoarece în planul neutru nu există o forță longitudinală, nu există nici deformație în lungime; în urma încovoierii lungimea axei barei din planul neutru rămâne constantă.
Pentru a arăta că fiecare bară trebuie să aibă un plan neutru, materialul barei poate fi imaginat ca fiind împărțit în fibre subțiri paralele cu lungimea barei. Când bara se încovoaie, în orice secțiune transversală  zona fibrelor dinspre partea concavă va avea tensiuni de compresiune, în timp ce zona dinspre partea convexă va fi supusă la tensiuni de întindere. Deoarece tensiunea din material trebuie să fie o funcție continuă, trebuie să existe o limită între zonele de compresiune și întindere în care tensiunea din fibre este nulă. Acesta este planul neutru.

## Aplicații

### Structuri monococă
Poziția planului neutru poate fi un factor important în structurile de tip monococă⁠(d) și recipient sub presiune⁠(d). Dacă structura este o membrană susținută de nervuri de rezistență, atunci plasarea membranei de-a lungul suprafeței neutre evită forțele de compresiune sau de întindere asupra acesteia. Dacă membrana este deja supusă unei presiuni externe, atunci această plasare reduce forța totală la care este supusă.
În proiectarea submarinelor aceasta a fost o problemă subtilă, dar importantă. Submarinele flotei americane din cel de Al Doilea Război Mondial aveau o secțiune a cocii care nu era destul de circulară, ceea ce a făcut ca cercul nodal să se separe de planul neutru, dând naștere unor tensiuni suplimentare. Proiectul inițial a avut cadre (nervuri) interne. Acesta a necesitat o îmbunătățire a proiectului prin încercări și erori pentru a se obține echilibrări acceptabile ale structurii. Proiectantul Andrew I. McKee de la Portsmouth Naval Shipyard a realizat un proiect îmbunătățit: prin plasarea cadrelor parțial în interiorul cocii și parțial la exterior, axa neutră putea fi repoziționată astfel încât să coincidă cu cercul nodal. Acest lucru a eliminat momentul încovoietor rezultat asupra cadrelor și a permis astfel o structură mai ușoară și mai eficientă.

### Metrologie

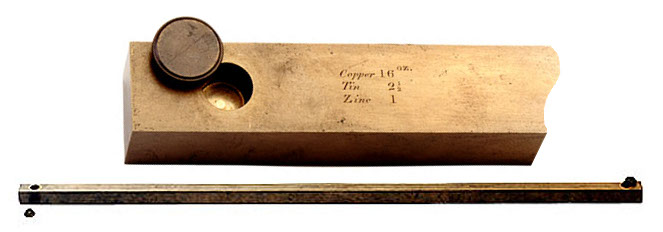
Yard britanic de bronz din 1855. Yardul este definit prin distanța dintre două linii înscrise pe cepurile plasate în găurile de la fiecare capăt al barei, suprafața cepurilor aflându-se în planul neutru al barei.

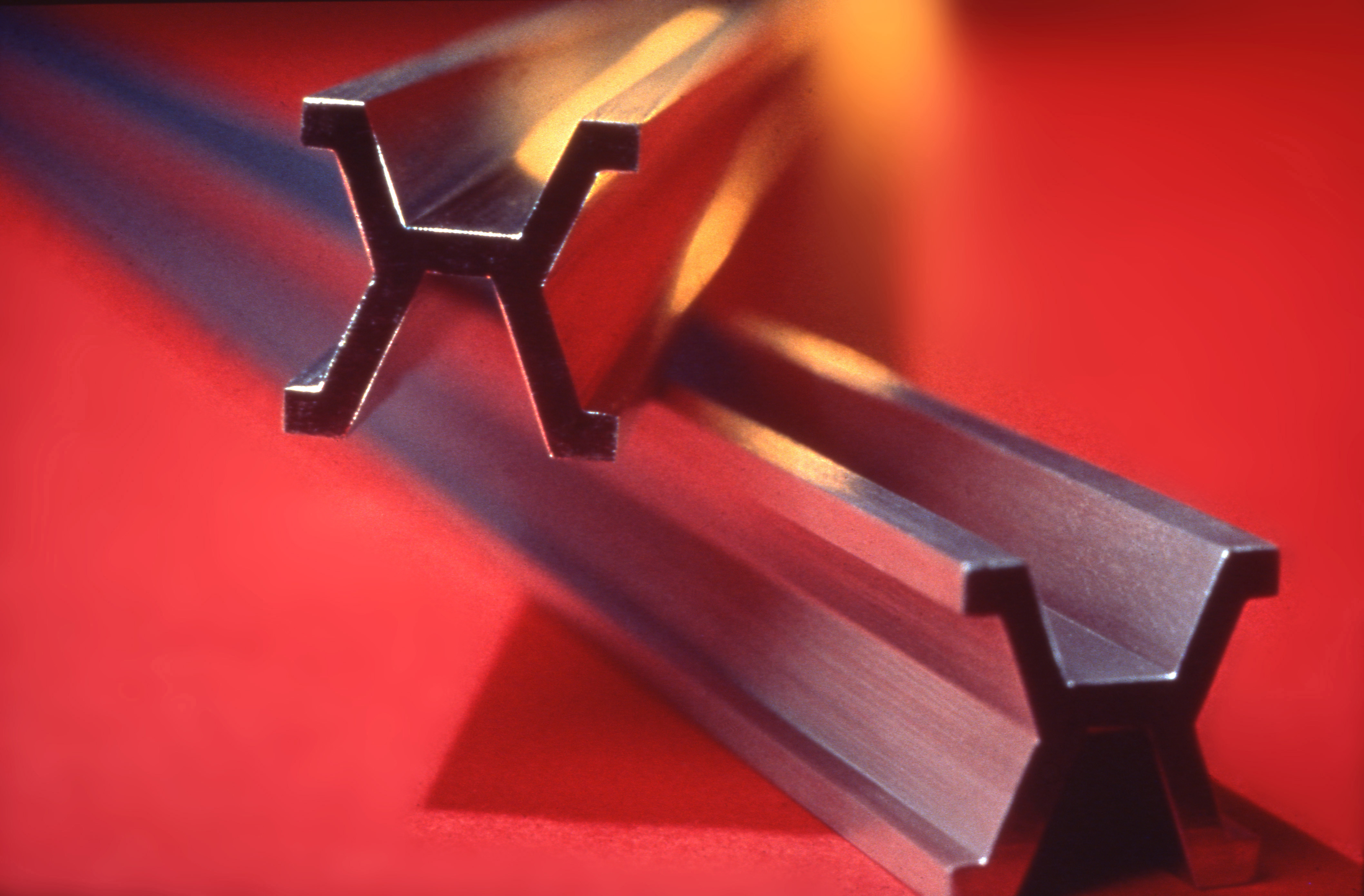
Bara din platină-iridiu, etalon pentru metru, având secțiunea de tip Tresca. Planul neutru al barei este proiectat să coincidă cu o suprafață a zonei centrale care leagă cele două părți laterale (în această fotografie suprafața inferioară). Până la redefinirea unităților de bază ale SI, metrul era definit de două linii fine de pe această suprafață trasate lângă capetele barei.

Proprietatea de a avea o lungime constantă sub sarcină a fost folosită în metrologie. Când barele metalice au fost folosite ca etaloane fizice pentru măsurarea lungimii, acestea au fost calibrate prin semne trasate pe o lungime măsurată de-a lungul planului neutru. Acest lucru a evitat modificări minuscule ale lungimii din cauza încovoierii barei sub propria greutate.
Primele standarde de lungime care au folosit această tehnică au fost barele cu secțiune dreptunghiulară. La fiecare capăt a fost executată câte o gaură înfundată, până la adâncimea planului neutru, iar marcajele de calibrare au fost făcute pe fundul găurii. Acest lucru a fost incomod, deoarece era imposibil să se măsoare distanța direct între cele două marcaje, ci doar cu ajutorul unor dopuri plasate în găuri.
O abordare mai convenabilă a fost folosită pentru prototipul internațional al metrului din 1870, o bară de aliaj platină-iridiu care a servit drept etalon al metrului din 1889 până în 1960. Acesta a fost realizat cu o secțiune transversală în formă de H, numită „secțiune Tresca”. O suprafață a barei transversale centrale a H-ului a fost proiectată să coincidă cu planul neutru, iar semnele de calibrare care defineau metrul au fost trasate pe această suprafață.